# Justin Gatlin
Justin Alexander Gatlin (New York, 10 febbraio 1982) è un ex velocista statunitense, campione olimpico dei 100 metri piani ad Atene 2004 e due volte campione mondiale (2005 e 2017).

## Biografia

### I primi successi internazionali
Il primo podio internazionale lo conquista in occasione dei Mondiali indoor di Birmingham 2003, vincendo l'oro nei 60 m piani in 6"46.
Ai Giochi olimpici di Atene 2004 vince l'oro nei 100 m piani, superando il portoghese Francis Obikwelu e il connazionale campione in carica Maurice Greene, mentre nei 200 m piani conquista il bronzo dietro a Shawn Crawford e a Bernard Williams. Nella staffetta 4×100 m vince la medaglia d'argento concludendo in 38"08 dietro alla Gran Bretagna.
Ai Mondiali di Helsinki 2005 vince i 100 m in 9"88 e i 200 m in 20"04, gara in cui quattro statunitensi si piazzano ai primi quattro posti. Il 12 maggio 2006 eguaglia il record mondiale dei 100 m piani, all'epoca detenuto dal giamaicano Asafa Powell con 9"77, in occasione del Grand Prix di Doha.

### La positività all'antidoping
In data 29 luglio 2006 viene resa pubblica la sua positività per testosterone. Essendo recidivo (poiché già risultato positivo anni prima per anfetamine e per lo stesso allontanato dalle competizioni per due anni, poi ridotti a uno), viene squalificato per otto anni. Il suo primato mondiale sui 100 metri è conseguentemente cancellato.
Successivamente ha presentato ricorso alla Commissione d'arbitrato statunitense US Track & Field, che in data 1º gennaio 2008 ha stabilito il dimezzamento della squalifica portandola così a 4 anni. Gatlin ha poco dopo dichiarato che avrebbe continuato la sua battaglia legale poiché convinto di non aver commesso nulla di male; tuttavia nel giugno seguente si vede respinto il ricorso per ottenere un ulteriore sconto di pena (chiedeva due anni).

### Il ritorno alle gare
Terminato il periodo di squalifica, il 3 agosto 2010 Gatlin fa il suo ritorno all'attività agonistica. In un meeting a Rakvere, Estonia, gareggia nei 100 m vincendo la gara con il tempo di 10"24.
Il 21 giugno 2011, ai trials statunitensi di Eugene, ottiene il pass per i Mondiali di Taegu con il tempo di 9"95 (+1,6 m/s) dietro al connazionale Walter Dix. Nella rassegna sudcoreana corre sia i 100 m (dove non riesce a superare la semifinale, vinta da Kim Collins), sia la staffetta 4×100 m, con la squadra statunitense eliminata a causa di un errore all'ultimo cambio.
Il 5 agosto 2012 ai Giochi olimpici di Londra, vince la medaglia di bronzo sui 100 metri, dietro ai giamaicani Usain Bolt (9"63) e Yohan Blake (9"75); il suo tempo 9"79 è il miglior risultato mai registrato da un atleta terzo classificato, Gatlin riesce così a battere questa sorta di primato appartenente in precedenza allo statunitense Maurice Greene, che ad Atene 2004 chiuse in terza posizione con 9"87. Nella staffetta 4×100 m conclude al secondo posto con 37"04, tempo corrispondente al vecchio primato mondiale della Giamaica, che vince la gara con 36"84, nuovo record.

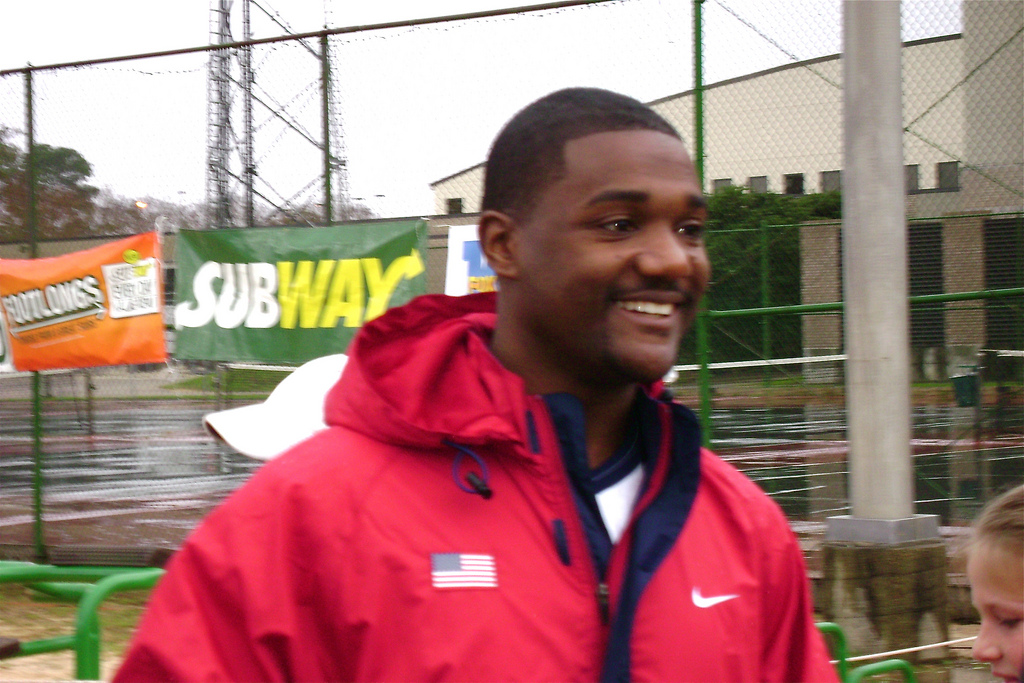
Justin Gatlin nel 2009

Il 6 giugno 2013 vince la gara dei 100 m davanti a Usain Bolt al Golden Gala di Roma, battendo per un solo centesimo di secondo il primatista giamaicano. Ai campionati mondiali di Mosca, in programma ad agosto, vince l'argento sui 100 m dietro a Usain Bolt con il tempo di 9"85; qualche giorno dopo aggiunge un ulteriore argento nel suo medagliere con la staffetta 4×100 m.
La stagione del 2014 inizia bene; l'11 maggio nel meeting di Tokyo corre il suo secondo 100 m stagionale con un ottimo 10"02, segnato da un forte vento contrario (-3,5 m/s), dimostrando una buona condizione di forma. Il 18 maggio a Shanghai, seconda tappa della Diamond League, vince sui 100 m con il tempo di 9"92. Qualche giorno dopo, al meeting di Pechino segna un altro ottimo risultato correndo i 100 m in 9"87 in totale assenza di vento. È finalmente alla tappa di Eugene della Diamond League che ottiene una prestazione inferiore al suo primato personale correndo in 9"76, tempo però con un vento di +2,7 m/s che ne invalida l'omologazione come primato personale.
Il 15 maggio 2015, Gatlin migliora il suo personale a 9"74 (+0.9 m/s) al Doha Diamond League. Questo tempo è il più veloce al mondo dal 9"69 di Yohan Blake corso in agosto 2012 e rappresenta la nona prestazione di sempre che lo porta al quinto posto dei migliori centometristi. Il 5 giugno 2015, Gatlin batte il record del meeting Golden Gala di Roma appartenente a Usain Bolt correndo in 9"75. Gatlin arriva ai mondiali di Pechino 2015 imbattuto da due anni di fila sia sui 100 che sui 200 metri, guidando le classifiche mondiali con 9"74 e 19"57.
Il 23 agosto 2015, nonostante il favore dei pronostici, Gatlin parte velocissimo e fino a 20 metri dal traguardo è davanti al campione giamaicano; a questo punto però si scompone e si sbilancia permettendo il recupero di Bolt. Finisce così secondo dietro a Usain Bolt nella finale dei 100 metri con il tempo di 9"80, un solo centesimo in più del giamaicano. Il 27 agosto 2015, Gatlin viene battuto nuovamente da Bolt nella finale dei 200 metri. Il tempo di Bolt è di 19"55 mentre Gatlin fa segnare 19"74.
Nel 2016 Gatlin non ha un inizio di stagione entusiasmante, anche a causa di infortuni che comunque riesce a superare, ma vince i trials per le Olimpiadi nei 100 e nei 200 metri con i tempi di 9"80 e 19"74, diventando lo sprinter più anziano a far parte del team olimpico americano.
Il 5 agosto 2017 ai mondiali di Londra, precede il connazionale Christian Coleman e il giamaicano Usain Bolt, vincendo la medaglia d'oro dei 100 m piani con il tempo di 9"92. Con questa vittoria Gatlin diventa, a 35 anni, l'atleta più anziano di sempre a vincere i 100 m in un mondiale, a 12 anni di distanza dal primo titolo a Helsinki 2005.
Due anni dopo a Doha conquista l'ennesima medaglia mondiale sui 100 metri correndo la finale in 9"89 che gli consente alla veneranda età di 37 anni di ottenere l'argento dietro l'inarrivabile Christian Coleman (9"76). Vince anche l'oro nella 4×100 m stabilendo coi suoi compagni il nuovo record nazionale col tempo di 37"10.
Nel 2021 Gatlin tenta di diventare l'uomo più anziano a vincere una medaglia nei 100 metri qualificandosi per i Giochi olimpici di Tokyo 2020, in Giappone all'età di 39 anni. Nell'aprile del 2021 vince il Tom Jones Memorial Invitational con il tempo di 9"98, precedendo diversi potenziali contendenti alla medaglia d'oro. Ai trials statunitensi dello stesso anno giunge secondo nella prima batteria e terzo nelle semifinali guadagnando un posto in finale; durante la finale subisce un infortunio al bicipite femorale che lo costringe a terminare all'ultimo posto la gara, mettendo fine alle sue possibilità di qualificarsi per i Giochi olimpici di Tokyo.
Nel febbraio 2022 annuncia il suo ritiro dall'attività agonistica.

## Record nazionali
Seniores
- Staffetta 4×100 metri: 37"10 ( Doha, 5 ottobre 2019) (Christian Coleman, Justin Gatlin, Mike Rodgers, Noah  Lyles)

## Progressione

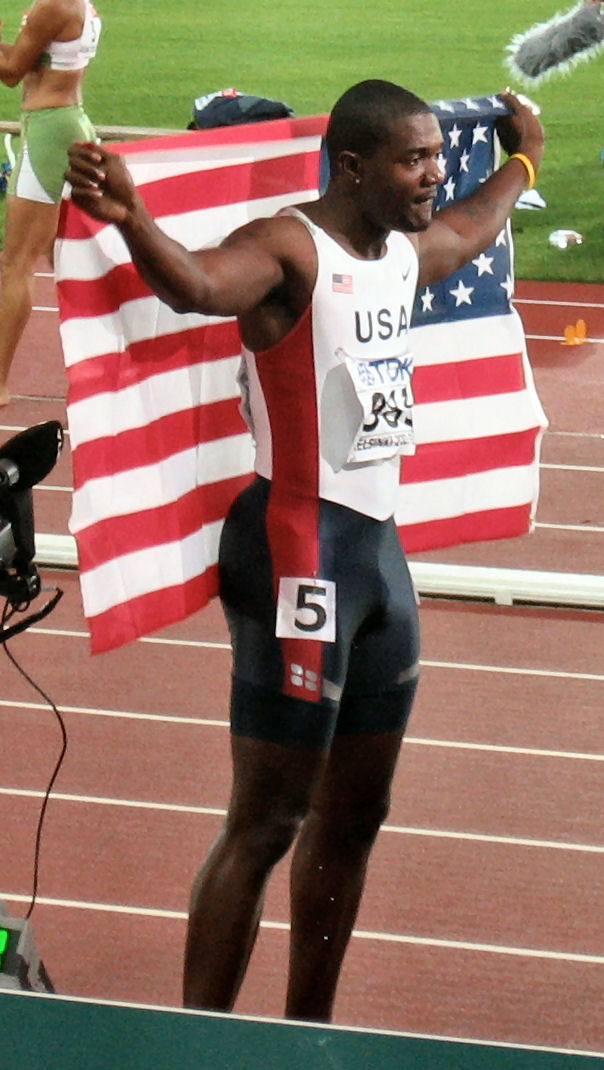
Justin Gatlin ai Mondiali di

### 100 metri piani
| Stagione | Tempo | Luogo      | Data      | Rank. Mond. |
| -------- | ----- | ---------- | --------- | ----------- |
| 2021     | 9"98  | Miramar    | 10-4-2021 | 22º         |
| 2020     | 10"07 | Fort Worth | 23-7-2020 | 15º         |
| 2019     | 9"87  | Palo Alto  | 30-6-2019 | 4º          |
| 2018     | 10"03 | Ostrava    | 13-6-2018 | 31º         |
| 2017     | 9"92  | Londra     | 5-8-2017  | 4º          |
| 2016     | 9"80  | Eugene     | 3-7-2016  | 1º          |
| 2015     | 9"74  | Doha       | 15-5-2015 | 1º          |
| 2014     | 9"77  | Bruxelles  | 5-9-2014  | 1º          |
| 2013     | 9"85  | Mosca      | 11-8-2013 | 2º          |
| 2012     | 9"79  | Londra     | 5-8-2012  | 3º          |
| 2011     | 9"95  | Eugene     | 24-6-2011 | 15º         |
| 2010     | 10"09 | Rovereto   | 31-8-2010 | 27º         |
| 2005     | 9"88  | Helsinki   | 7-8-2005  | 2º          |
| 2004     | 9"85  | Atene      | 22-8-2004 | 1º          |
| 2003     | 9"97  | Zurigo     | 15-8-2003 | 4º          |
| 2001     | 10"08 | Eugene     | 2-6-2001  | 13º         |
| 2000     | 10"36 | Raleigh    | 17-6-2000 | 230º        |

### 200 metri piani
| Stagione | Tempo | Luogo          | Data      | Rank. Mond. |
| -------- | ----- | -------------- | --------- | ----------- |
| 2021     | 20"49 | Doha           | 28-5-2021 | 99º         |
| 2019     | 22"16 | Saint George's | 13-4-2019 | 5231º       |
| 2016     | 19"75 | Eugene         | 9-7-2016  | 2º          |
| 2015     | 19"57 | Eugene         | 28-6-2015 | 2º          |
| 2014     | 19"68 | Monaco         | 18-7-2014 | 1º          |
| 2013     | 20"21 | Shanghai       | 18-5-2013 | 18º         |
| 2012     | 20"11 | Gainesville    | 21-4-2012 | 11º         |
| 2011     | 20"20 | Clermont       | 21-5-2011 | 14º         |
| 2010     | 20"63 | Arzana         | 7-9-2010  | 73º         |
| 2005     | 20"00 | Monterrey      | 11-6-2005 | 4º          |
| 2004     | 20"01 | Sacramento     | 18-7-2004 | 3º          |
| 2003     | 20"04 | Bruxelles      | 5-9-2003  | 6º          |
| 2001     | 20"29 | Columbia       | 11-5-2001 | 13º         |

## Palmarès

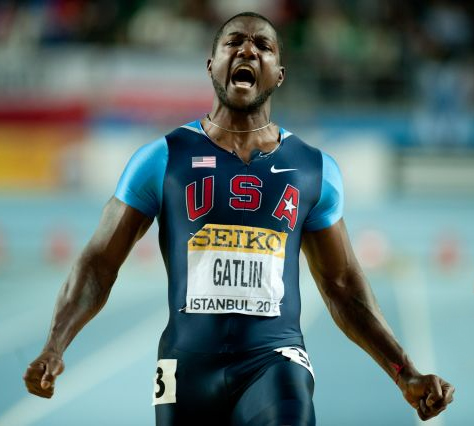
Justin Gatlin ai Mondiali indoor di

| Anno | Manifestazione  | Sede           | Evento      | Risultato  | Prestazione | Note                                                                    |
| ---- | --------------- | -------------- | ----------- | ---------- | ----------- | ----------------------------------------------------------------------- |
| 2003 | Mondiali indoor | Birmingham     | 60 m piani  | Oro        | 6"46        |                                                                         |
| 2004 | Giochi olimpici | Atene          | 100 m piani | Oro        | 9"85        | Miglior prestazione mondiale stagionale · Miglior prestazione personale |
| 2004 | Giochi olimpici | Atene          | 200 m piani | Bronzo     | 20"03       |                                                                         |
| 2004 | Giochi olimpici | Atene          | 4×100 m     | Argento    | 38"08       |                                                                         |
| 2005 | Mondiali        | Helsinki       | 100 m piani | Oro        | 9"88        | Miglior prestazione personale stagionale                                |
| 2005 | Mondiali        | Helsinki       | 200 m piani | Oro        | 20"04       |                                                                         |
| 2011 | Mondiali        | Taegu          | 100 m piani | Semifinale | 10"23       |                                                                         |
| 2011 | Mondiali        | Taegu          | 4×100 m     | Finale     | dnf         |                                                                         |
| 2012 | Mondiali indoor | Istanbul       | 60 m piani  | Oro        | 6"46        | Miglior prestazione personale stagionale                                |
| 2012 | Giochi olimpici | Londra         | 100 m piani | Bronzo     | 9"79        | Miglior prestazione personale                                           |
| 2012 | Giochi olimpici | Londra         | 4×100 m     | dq         | 37"04       | [ 9 ]                                                                   |
| 2013 | Mondiali        | Mosca          | 100 m piani | Argento    | 9"85        | Miglior prestazione personale stagionale                                |
| 2013 | Mondiali        | Mosca          | 4×100 m     | Argento    | 37"66       |                                                                         |
| 2015 | World Relays    | Nassau         | 4×100 m     | Oro        | 37"38       | Record dei campionati                                                   |
| 2015 | World Relays    | Nassau         | 4×200 m     | Finale     | dq          |                                                                         |
| 2015 | Mondiali        | Pechino        | 100 m piani | Argento    | 9"80        |                                                                         |
| 2015 | Mondiali        | Pechino        | 200 m piani | Argento    | 19"74       |                                                                         |
| 2015 | Mondiali        | Pechino        | 4×100 m     | Finale     | dq          |                                                                         |
| 2016 | Giochi olimpici | Rio de Janeiro | 100 m piani | Argento    | 9"89        |                                                                         |
| 2016 | Giochi olimpici | Rio de Janeiro | 200 m piani | Semifinale | 20"13       |                                                                         |
| 2016 | Giochi olimpici | Rio de Janeiro | 4×100 m     | Finale     | dq          |                                                                         |
| 2017 | World Relays    | Nassau         | 4×100 m     | Oro        | 38"43       |                                                                         |
| 2017 | Mondiali        | Londra         | 100 m piani | Oro        | 9"92        | Miglior prestazione personale stagionale                                |
| 2017 | Mondiali        | Londra         | 4×100 m     | Argento    | 37"52       | Miglior prestazione personale stagionale                                |
| 2019 | World Relays    | Yokohama       | 4×100 m     | Argento    | 38"07       | Miglior prestazione personale stagionale                                |
| 2019 | Mondiali        | Doha           | 100 m piani | Argento    | 9"89        |                                                                         |
| 2019 | Mondiali        | Doha           | 4×100 m     | Oro        | 37"10       | Miglior prestazione mondiale stagionale · Record nazionale              |

## Campionati nazionali
- 5 volte campione nazionale dei 100 m piani (2005, 2012, 2013, 2016, 2017)
- 3 volte campione nazionale dei 200 m piani (2005, 2015, 2016)
- 1 volta campione nazionale indoor dei 60 m piani (2003)

## Altre competizioni internazionali
2003
- 4º alla World Athletics Final ( Monaco), 100 m piani - 10"12

2005
- 4º alla World Athletics Final ( Monaco), 200 m piani - 20"25

2012
- Oro al DécaNation ( Albi), 100 m piani - 9"81

2013
- Vincitore della Diamond League nella specialità dei 100 m piani (14 punti)

2014
- Vincitore della Diamond League nella specialità dei 100 m piani (16 punti)

2015
- Vincitore della Diamond League nella specialità dei 100 m piani (20 punti)